# Enrique Cruz
Enrique Manuel Cruz (nacido el 21 de noviembre de 1981 en Santo Domingo) es infielder dominicano que jugó en las Grandes Ligas de Béisbol. Actualmente juega para los Edmonton Capitals de la Golden Baseball League. Pasó dos temporadas en las Grandes Ligas, jugando para los Cerveceros de Milwaukee y los Rojos de Cincinnati. Fue firmado como amateur por  los Mets de Nueva York en 1998. Cruz jugó su primera temporada como profesional con el equipo de novatos, GCL Mets.
En la Liga Dominicana perteneció a uno de los equipos de Santo Domingo, Leones del Escogido.